# 서춘
서춘(徐椿, 일본식 이름: 大川慈種오카와 지슈, 大川豊注오카와 호추, 1894년 11월 24일 ~ 1944년 4월 5일)은 한국의 언론인이다. 2·8 독립선언에 참가한 독립운동가였지만 나중에 친일 언론인으로 변절했으며 호는 오봉(五峰)이다.

## 생애
평안북도 정주의 오산학교를 졸업하고 일본에 유학하여 도쿄 고등사범학교에서 수학했다. 교토 제국대학 재학 중이던 1919년, 3·1 운동의 도화선이 되었던 도쿄에서의 2·8 독립선언에 실행위원 11인이자 9인 대표 중 한 사람으로 참가했다. 이 사건으로 체포되어 금고 9개월형을 선고받고 복역했다. 3·1 운동에 참가한 김도태, 김지환은 그의 오산학교 선배이며, 1918년 말 오산학교 설립자 이승훈에게 도쿄 유학생들의 움직임을 전해 이승훈이 3·1 운동을 기획하는 계기를 제공한 사람도 서춘이었다. 그러나 출옥 후에는 2·8 독립선언 참가자들 중 이광수와 함께 대표적인 변절자가 되었다. 귀국하여 1927년 《동아일보》, 1932년 《조선일보》에서 경제부 기자를 지내면서 경제 전문가로 활동하다가, 중일 전쟁 이후로 일본 제국의 전시 경제 정책을 찬양하는 어용 평론을 썼으며 《조광》 등 친일 잡지에 기고했다. 특히 조선총독부 기관지인 《매일신보》 주필을 맡으면서 방송선전협의회 강사, 국민총력조선연맹 위원, 조선임전보국단 평의원 등으로 강연과 기고 활동을 통해 친일 활동을 벌였고, 1940년 일본어로 발행되는 친일 잡지 《태양》을 창간하기도 했다. 1944년 5일, 간암으로 사망했다.

## 사후
2·8 독립선언 참가 공적으로 인해 1963년 대통령표창과 함께 애국지사 서훈을 받았다. 서춘은 1919년 2·8 독립선언에 참여했지만 훗날 총독부 기관지 매일신보의 주필 등을 지내며 일제의 침략전쟁을 미화했다. 서훈을 심사한 독립운동유공자 상훈심의회가 이런 사실을 몰랐을 리 없었다. 하지만 심의회는 서춘의 친일 행적을 외면하고 그를 독립유공자로 인정했다. 이는 친일파가 같은 친일파를 챙겨 주고자 서훈 제도를 악용한 것으로 의심받는 사례 가운데 하나다. 1996년 서훈이 취소되었다.
유해는 대전 현충원에 묻혔다가 서훈 취소 이후 수년간의 논란 끝에 2004년 이장되었다.
2002년 발표된 친일파 708인 명단과 2008년 발표된 민족문제연구소의 친일인명사전 수록예정자 명단에 모두 선정되었으며 친일반민족행위진상규명위원회가 발표한 친일반민족행위 705인 명단에도 포함되었다.

## 같이 보기
- 매일신보
- 조선임전보국단

## 참고자료
- 반민족문제연구소 (1993년 3월 1일). 〈서춘 : 「매일신보」 주필로 맹활약한 친일언론의 기수 (오미일)〉. 《친일파 99인 2》. 서울: 돌베개. ISBN 978-89-7199-012-4.